# Hierochthonia migrata
Hierochthonia migrata là một loài bướm đêm trong họ Geometridae.